# Siergiej Riasnianski
Siergiej Nikołajewicz Riasnianski, ros. Сергей Николаевич Ряснянский (ur. w 1886 r., zm. 26 października 1976 r. w Nowym Jorku) – rosyjski wojskowy (pułkownik), szef sztabu 1 Rosyjskiej Armii Narodowej pod koniec II wojny światowej, emigracyjny publicysta i działacz kombatancki.
Ukończył piotrowski korpus kadetów w Połtawie, a następnie szkołę kawaleryjską w Jelizawetgradzie. Od 1906 służył w 10 ingermanlandzkim pułku kawalerii. Od 1912 uczył się w Nikołajewskiej Akademii Sztabu Generalnego. Brał udział w I wojnie światowej. Służył w macierzystym pułku kawalerii. W 1914 został odznaczony Orderem Świętdgo Jerzego 4 klasy. W 1915 przeszedł do sztabu generalnego armii rosyjskiej. Od września 1916 był starszym adiutantem w sztabie 10 dywizji kawalerii. Od 1917 służył w oddziale wywiadowczym sztabu głównodowodzącego. W sierpniu tego roku uczestniczył w walkach wojsk gen. Ławra Korniłowa z bolszewikami. Wkrótce został przez nich schwytany i osadzony w więzieniu w twierdzy w Bychowie. W listopadzie zbiegł nad Don, gdzie współuczestniczył w formowaniu kozackich wojsk białych. Walczył z bolszewikami na Kubaniu. Od końca 1918 służył, w stopniu pułkownika, w oddziale wywiadowczym sztabu wojsk białych. 2 maja 1919 przeszedł do sztabu grupy armijnej gen. Piotra Wrangla. Następnie dowodził 2 brygadą 2 dywizji kawalerii. Po ewakuacji wojsk białych z Krymu do Gallipoli w listopadzie 1920 został tam dowódcą 4 pułku kawalerii. Na emigracji zamieszkał w Królestwie SHS. Służył w jugosłowiańskiej straży granicznej, a następnie wykładał nauki wojenne w nikołajewskiej szkole wojskowej w Białej Cerkwi. W okresie II wojny światowej podjął współpracę z Niemcami. Służył w rosyjskiej jednostce wojskowej dowodzonej przez Borisa Smysłowskiego, przemianowanej pod koniec wojny na 1 Rosyjską Armię Narodową. Objął wówczas funkcję szefa sztabu. Po zakończeniu wojny zamieszkał w Belgii. Został zastępcą przewodniczącego Rosyjskiego Związku Ogólnowojskowego (ROWS) gen. Aleksieja Archangielskiego. Na początku lat 50. wyjechał do Stanów Zjednoczonych, gdzie od 1954 przewodniczył miejscowemu oddziałowi ROWS. Wydawał pismo "Вестник российского зарубежного воинства". Był członkiem Związku Kawalerów Orderu Świętego Jerzego.